# تقديرات إحصائية لنتائج الانتخابات
التقديرات الإحصائية لنتائج الانتخابات (Electoral Calculus) هو موقع إلكتروني متخصص في التحليل العلمي للانتخابات؛ حيث يحاول التنبؤ بالنتائج المستقبلية لـالانتخابات العامة في المملكة المتحدة. أنشأ هذا الموقع مارتن باكستر واستخدم أساليب علمية مع البيانات المتعلقة بالجغرافيا الانتخابية البريطانية والتي يمكن استخدامها في حساب التأرجح الوطني الموحد. وتأخذ في اعتبارها استطلاعات الرأي والتوجهات الوطنية، ولكنها تستبعد القضايا المحلية. ويعمل باكستر محللاً ماليًا متخصصًا في النمذجة الرياضية.
وفي عامي 2004 و2012 تمت الإشادة بالموقع على أنه موقع رائد في التنبؤ بنتائج الانتخابات.

## السمات الأساسية
يتضمن الموقع خرائط وتوقعات ومقالات تحليلية. ويضم قسمًا مستقلاً بـالانتخابات الأسكتلندية.

## المنهجية
وفي البداية، استندت هذه الحسابات إلى ما يطلق عليه النموذج الانتقالي، وهو مشتق من نموذج التأرجح الوطني الموحد الإضافي. ويستخدم التأرجحات الوطنية بطريقة تناسبية للتنبؤ بالتأثيرات المحلية. وتم تقديم النموذج الانتقالي القوي في أكتوبر 2007، وهو يدرس تأثيرات الداعمين الأقوياء والضعفاء.
يشرح الموقع الإلكتروني هذه النماذج بالتفصيل.

## قبول الموقع
أدرجت صحيفة الغارديان (The Guardian) في عام 2004 الموقع في قائمة «أكثر 100 موقع فائدة» وأنه «الأفضل» في التنبؤات. وفي عام 2012، وصفه طالب رسالة الدكتوراه كريس بروسر في جامعة أكسفورد بأنه «يحتمل أن يكون المتنبئ الرئيسي بالتصويت/المقاعد على الإنترنت». وذكر بول إيفانز تنبؤاته التفصيلية حول المقاعد الفردية في مدونة وأشار الأكاديمي نيك أنستيد في ملاحظته من حدث منتدى الديمقراطية الشخصية أن ميك فيلتي من مدونة Slugger O'Toole يرى أن «التقديرات الإحصائية لنتائج الانتخابات» قد «تحسنت بشكل كبير» مقارنةً بـمؤشر الاتجاهات (Swingometer).
بالإشارة إلى انتخابات المملكة المتحدة في عام 2010, فقد استشهد بالموقع الصحفيان أندرو راونسلي ومايكل وايت في صحيفة الغارديان. وأشار إلى الموقع الصحفي جون رينتول في صحيفة ذي إندبندنت (The Independent) بعد الانتخابات.

## التنبؤات المقتبسة
نائب البرلمان تشارلي إلفيك عن دائرة *دوفر يخسر الأغلبية في انتخابات المملكة المتحدة في عام 2015.

## مقالات ذات صلة
- هيئة انتخابية
- مفاجأة الانتخابات
- مسح اقتراع الناخبين
- أمر بتنظيم عملية انتخابية
- مسح ما قبل اقتراع الناخبين
- اتفاقية الشروط الانتخابية
- حركة عالمية من أجل الديمقراطية